# 松江镇 (蛟河市)
松江镇，是中华人民共和国吉林省吉林市蛟河市下辖的一个乡镇级行政单位。

## 行政区划
松江镇下辖以下地区：
松江社区、松江村、靠山村、永兴村、四合村、沿湖村、代露河村、炮手沟村、车背沟村、沿江村、南台子村、爱林村、插树岭村和临江村。